# Pedro Gutiérrez Flórez
Pedro Gutiérrez Flórez y Ordóñez (Brozas, 1538 - 27 de mayo de 1598) fue un canonista y funcionario extremeño que ocupó importantes cargos en el Virreinato del Perú y España. Rector de la Universidad de San Marcos y presidente de la Casa de Contratación de Indias.

## Biografía
Sus padres fueron los brocenses Francisco Gutiérrez Flórez y Francisca de Carriedo Ordóñez. Hizo sus estudios en el Colegio de la Orden de Alcántara en Salamanca y allí obtuvo la licenciatura en Cánones en la célebre Universidad. Siendo caballero y comendador de la Orden de Alcántara, ejerció el rectorado de su colegio.
Viajó hacia el Perú en compañía del virrey Francisco Álvarez de Toledo (1569). Se le encomendó la visita de Chucuito, donde fijó la tasa de tributos y procuró aumentar las rentas de la Corona, exonerando a los indígenas del pago que hacían a los caciques, a los encomenderos a devolver los préstamos y estableciendo hospitales en la provincia. Posteriormente, se le encargó la visita a la Universidad de San Marcos, siendo elegido rector de la misma (1580), preparando las primeras constituciones y ordenanzas aprobadas por el Virrey antes de su partida (1581). Además obtuvo allí el grado de Doctor en Cánones y suscribió la petición en favor del establecimiento de la imprenta en Lima.
Comisionado por el virrey saliente, lo representó en su juicio de residencia y entregó al sucesor, Martín Enríquez de Almansa, las informaciones confidenciales sobre el estado del Perú. De regreso a España, se le designó inquisidor en Valencia, y dada su experiencia en el Nuevo Mundo, fue incorporado al Consejo de Indias (1587), ejerciendo finalmente la presidencia de la Casa de Contratación de Indias (1593).
Hecho prisionero por los ingleses, luego de la toma y saqueo de Cádiz (1596), tuvo que pagar un rescate de 6.000 ducados. Con licencia para recuperarse, se retiró a su villa natal donde falleció.
| Predecesor: Diego de Mora | Rector de la Universidad de Lima 1580 - 1581 | Sucesor: Hernán Vásquez de Fajardo |